# Laurentius Engelberti Buræus
Laurentius Engelberti Buræus, född 29 augusti 1573 i Säbrå församling, Ångermanland, död i februari 1612 i Riddarholmens församling, Stockholm, var en svensk präst.

## Biografi
Laurentius Buræus föddes 1573 i Säbrå församling. Han var son till kyrkoherden Engelbertus Laurentii och Elisabeth Andersdotter i Nederluleå församling. Buræus blev i början av 1610 predikant i Gråbrödraklostret i Stockholm och blev under påsken präst vid nämnda kloster. Han blev 29 augusti 1610 kyrkoherde i Riddarholmens församling och var samtidigt från 20 november 1611 notarie i Stockholms konsistorium. Buræus avled efter en längre tids sjukdom 1612 i Riddarholmens församling.

### Familj
Buræus var gift med Märta Eriksdotter. De fick tillsammans dottern Cecilia Buræus (1603–1663) som var gift med assessorn och riksantikvarien Georg Stiernhielm i Stockholm.